# Roland Kayn
Roland Kayn (* 3. September 1933 in Reutlingen; † 5. Januar 2011 in Nieuwe Pekela, Provinz Groningen, Niederlande) war ein deutscher Organist und Komponist.
Kayn studierte 1952 bis 1956 an der Staatlichen Hochschule für Musik in Stuttgart und der Kirchenmusikschule in Eßlingen am Neckar. Bereits in Stuttgart ist er mit Fragen der Informationstheorie in Berührung gekommen, die seine spätere Arbeit prägen würde.
1956 wurde er Meisterschüler von Boris Blacher an der Staatlichen Musikhochschule in Berlin und besuchte Seminare bei Josef Rufer, Fritz Winckel und Oskar Sala. 1960 bekam er ein Stipendium der Villa Massimo und hielt sich in den folgenden Jahren in Rom und Venedig auf. 1964 gründete er mit Franco Evangelisti das Ensemble Gruppo di Improvvisazione Nuova Consonanza, dem auch die Komponisten Ennio Morricone und Frederic Rzewski angehörten. 1970 wurde er Mitarbeiter des Goethe-Institutes in Amsterdam und arbeitete am Institut für Sonologie in Utrecht. Ab 1999 lebte er zurückgezogen in Nieuwe Pekela bei Groningen.
Kayn komponierte neben Instrumentalwerken für Orgel, Klavier, Kammerensembles und Orchester vor allem elektronische, elektroakustische und Tonbandmusik, die er als Kybernetische Musik bezeichnete. Für diese interessierte ihn vor allem die Frage, mit welchen Steuerungsmethoden Unbestimmtheit, Zufall und Improvisation in den Arbeitsprozess des Komponierens integriert werden können. Kayn arbeitete in fast allen wichtigen Studios Europas. Ab 1970 stand für ihn die Zusammenarbeit mit dem Institut für Sonologie in Utrecht im Mittelpunkt.
Viele seiner Arbeiten veröffentlichte er auf seinem Label Reiger Records. Zu seinen wichtigsten Kompositionen zählt neben Tektra (1980–82) das 14-Stunden-Werk A Little Electronic Milky Way of Sound (2009).

## Werke
- Meditation für Orgel, 1953
- Absurde Kantate für Bariton, Sprecher, Chor und Instrumente, 1954
- Divertimento für zwei Klaviere, 1955
- Songs nach Texten von Günter Bruno Fuchs, 1955
- Metamorphosen für Klarinette und Orchester, 1955
- Spektren für Streichquartett, 1957
- Quanten, für Klavier, 1957
- Aggregate für Orchester, 1958–59
- Impulse für sieben Lautsprechergruppen, 1960
- Vectors I für Kammerorchester, 1960
- Phasen – Obelisk für Auschwitz für Vokalklänge und vier Schlagzeuggruppen, 1961–62
- Schwingungen für fünf Klanggruppen, 1961–62
- Galaxis – multiple Klangstruktur für variables Instrumental-Ensemble, 1962
- Inerziali für fünf bis zwanzig Spieler, 1963
- Allotropie, 1964
- Diffusions für 1–4 elektronische Orgeln, 1965
- Cybernetics II, 1968–70
- Cybernetics III, 1969–77
- Monades, 1971
- Simultan, kybernetisch-elektronisches Projekt für 1–5 Räume, 1972
- Circuits Intégrés für 1–4 Klaviere, 1–6 Schlagzeuger, Live-Elektronik und Tonband, 1972
- Macro I-III, 1977
- Tektra, elektroakustisches Projekt für 4 Kanäle, 1980–82
- Ready-Made I-II, 1982
- Assemblage, Collage und Décollage, 1984
- Cybernetic Serendipity, 1987
- An Artifical Acoustic Environment, 1989
- Transfluxion, 1990
- Interfaces, 1993
- Multiplex für Orchester, 1994–97
- Zehn Elektronische Symphonien, 1996–2000
- Megafonie und Ultra, Bandkompositionen, 2001
- Requiem pour Patrice Lumumba, 2002
- Invisible Music, elektronisch, 2003
- The Art of Sound, elektronisch, 2004
- Athary NLX, elektronisch, 2005
- Sound Spaces, elektronisch, 2006
- The Assurgenty Progressions, elektronisch, 2007
- A Cyclic Cyborg Music, elektronisch, 2008
- A Little Electronic Milky Way of Sound, elektronisch, 2009
- Recycled Times, elektronisch, 2010